# Miroslav Berger
Miroslav Berger, slovenski politik, * 21. februar 1946.
Med 14. julijem 1994 in 15. junijem 2000 je bil državni sekretar Republike Slovenije na Ministrstvu za delo, družino in socialne zadeve Republike Slovenije.